# Subcintorio
El subcintorio o subcíngulo es un ornamento peculiar del sumo pontífice cuando celebra solemnemente.
Es un cartón en forma de losange muy bordado y con una Cruz en el centro, que cuelga de la cintura al lado izquierdo. Corresponde al hypogonacion de los orientales que llevan los dignatarios eclesiásticos; aunque entre ellos cuelga a la altura de la rodilla derecha. Suple al manípulo y simboliza la espada con que el Divino Esposo está ceñido, según el salmista: accingere gladio super femur tuum (Salmos, 44, 4)